# 島嶼
島嶼或島（英語：island）是指於海洋、江河或湖泊中被水体圍繞，面积小于大陆的陆地区域。世界上面积最大的岛屿是北美洲的格陵兰岛，面积更大的陸地則不再被視為島嶼，而叫做「大陸」。在狹小的地域集中2個或以上的島嶼，即成「島嶼群」，大規模的島嶼群稱作「群島」或「諸島」，列狀排列的群島即為「列島」。而如果一個國家的整個國土都坐落在一個或數個島之上，則此國家可以被稱為島嶼國家，簡稱“島國”。

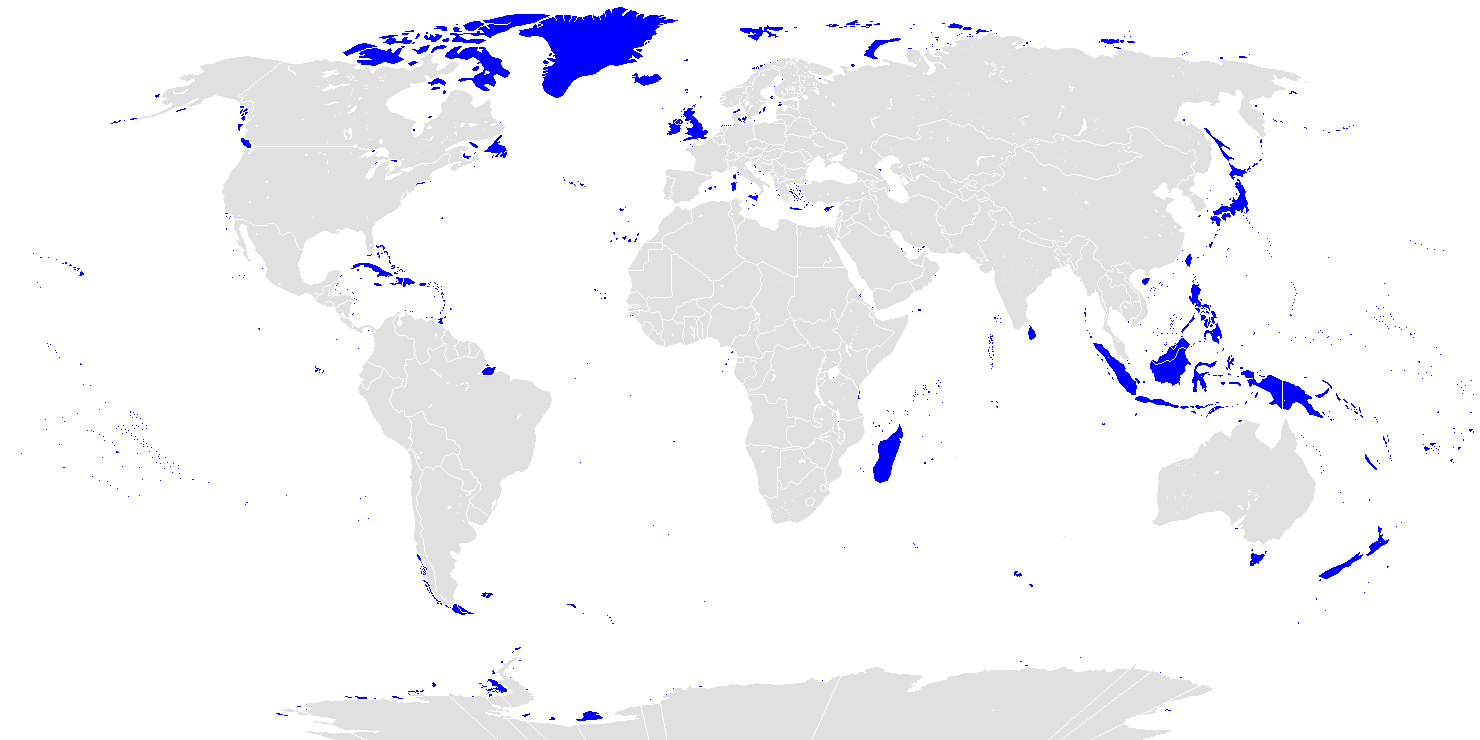
世界地圖上的島嶼

## 定義
国际海洋法《联合国海洋法公约》第121条规定，岛屿的定義是「四面环水并在高潮时高于水面的自然形成的陆地区域」，擁有與其他陆地领土相同的领海、毗连区、专属经济区和大陆架，但是「不能维持人类居住或其本身的经济生活的岩礁，不应有专属经济区或大陆架。」如果是低潮时四面环水并高于水面，但在高潮时没入水中的自然形成陆地則属于「低潮高地」。
另一方面，有些國家會用更廣泛的定義來命名「島」，涵義包括自然地理所謂之列島、群島、島嶼、島礁、岩礁、淺灘、暗礁和暗灘，並在有主權爭議的環礁構築人工島，在島上建設界碑、燈塔、港口、機場、氣象觀測站等設施，達到「維持人類居住或其本身的經濟生活」的條件，以維護其有效控制的正當性。

## 分類
可以依照地質成因、位置、開發狀況來區別。
按地質成因：
島可以分为以下四种类型：大陆岛、火山岛、珊瑚岛和沖積島（也可算作大陆岛的一种）。其中大陆岛有两种分类方法：
- 按大陆岛的组成物质和成因的差异，可分为基岩岛和冲积岛。
- 大陆岛的基础固定在大陆架或大陆坡上，按其构成成因又可分为构造岛、冰碛岛和冲蚀岛。

火山岛也可进一步分为大陆型火山岛和海洋型火山岛。
按位置：
沿海各地对岛屿的称呼有所不同，有相当多的地区以“山”为名，尤以中國浙江沿海为多，长江以南（浙、闽、粤等地）对小岛又通常称为“嶼”。但實際上「島」、「嶼」從未有明確正式或確定的定義，例如台灣的綠島面積僅為蘭嶼的三分之一，但前者为「島」，后者为“屿”。而「排」、「石」或「岩」等則通常指更小的岛屿。有的島雖然細小，但是用「洲」來命名的，如香港的長洲，广东一带使用较多，同时内河（如长江）中因江河冲击而形成的沙洲型岛屿多有使用“洲”为名，如武汉市的天兴洲。

## 世界主要岛屿一览表
| 排名 | 岛名                 | 海洋位置          | 大洲   | 面积（平方公里） | 最高海拔 （米） | 國家                    | 備註                                               |
| ---- | -------------------- | ----------------- | ------ | ---------------- | --------------- | ----------------------- | -------------------------------------------------- |
| 1    | 格陵兰岛             | 北大西洋          | 北美洲 | 2,166,086        | 3,702           | 丹麥 · （ 格陵兰）      | 世界第一大岛                                       |
| 2    | 新几内亚岛           | 南太平洋          | 大洋洲 | 785,753          | 4,884           | · 印度尼西亞            | 全球地勢最高的島 南半球面积最大的岛                |
| 3    | 婆羅洲（加里曼丹岛） | 北太平洋          | 亞洲   | 748,168          | 4,095           | 印度尼西亞 · 马来西亚 · | 全球国家最多的岛 亚洲第一大岛 全球地势第三高的岛   |
| 4    | 马达加斯加岛         | 印度洋            | 非洲   | 587,713          | 2,876           | 马达加斯加              | 非洲第一大岛                                       |
| 5    | 巴芬岛               | 北大西洋          | 北美洲 | 507,451          | 2,156           | 加拿大                  | 北美洲第二大岛                                     |
| 6    | 苏门达腊岛           | 印度洋            | 亞洲   | 443,066          | 3,805           | 印度尼西亞              | 亚洲第二大岛 世界人口第四多的岛 全球地势第五高的岛 |
| 7    | 本州岛               | 北太平洋 日本海   | 亞洲   | 225,800          | 3,776           | 日本                    | 世界人口第二多的岛 亚洲第三大岛                    |
| 8    | 大不列颠岛           | 北大西洋          | 歐洲   | 218,595          | 1,343           | 英国                    | 欧洲第一大岛 世界人口第三多的岛                    |
| 9    | 维多利亚岛           | 北冰洋            | 北美洲 | 217,291          | 655             | 加拿大                  | 北美洲第三大岛                                     |
| 10   | 埃尔斯米尔岛         | 北冰洋            | 北美洲 | 196,236          | 2,616           | 加拿大                  | 北美洲第四大岛                                     |
| 11   | 苏拉威西岛           | 南太平洋          | 亞洲   | 180,681          | 3,455           | 印度尼西亞              | 亚洲第四大岛                                       |
| 12   | 新西兰南岛           | 南太平洋          | 大洋洲 | 145,836          | 3,764           | 新西兰                  | 大洋洲第二大岛                                     |
| 13   | 爪哇岛               | 印度洋            | 亞洲   | 138,794          | 3,676           | 印度尼西亞              | 世界人口最多的島 亚洲第五大岛                      |
| 14   | 新西兰北岛           | 南太平洋          | 大洋洲 | 111,583          | 2,797           | 新西兰                  | 大洋洲第三大岛                                     |
| 15   | 呂宋島               | 北太平洋          | 亞洲   | 109,965          | 2,930           | 菲律賓                  | 菲律宾第一大岛 世界人口第五多的岛                  |
| 16   | 紐芬蘭島             | 北大西洋          | 北美洲 | 108,860          | 814             | 加拿大                  | 北美洲第五大岛                                     |
| 17   | 古巴岛               | 北大西洋 加勒比海 | 北美洲 | 105,806          | 2,005           | 古巴                    | 加勒比地区第一大岛                                 |
| 18   | 冰岛                 | 北大西洋          | 歐洲   | 101,826          | 2,119           | 冰島                    | 世界面积最大的火山岛 欧洲第二大岛                  |
| 19   | 民答那峨島           | 北太平洋          | 亞洲   | 97,530           | 2,954           | 菲律賓                  | 菲律宾第二大岛                                     |
| 20   | 愛爾蘭島             | 北大西洋          | 歐洲   | 81,638           | 1,041           | 爱尔兰 · 英国           | 欧洲第三大岛                                       |

注：统计不包括澳洲及比澳洲大的陆块。
資料來源：全球陆块排名（包括大陆和岛屿） （英文）
未上榜的其它世界重要岛屿包括：
1. 德文岛（世界第一大无人岛和加拿大第六大岛）
2. 亚历山大一世岛（南极洲第一大岛和世界第二大无人岛）
3. 大火地岛（南美洲第一大岛）
4. 马拉若岛（世界面积最大的冲积岛和巴西第一大岛）[註 1]
5. 台湾岛（全球地势第四高的岛和世界人口第六多的岛）
6. 巴纳纳尔岛（世界第一大河岛和巴西第二大岛）[註 2]
7. 夏威夷岛（美国第一大岛和全球地势第二高的岛）
8. 马尼图林岛（世界第一大湖岛）
9. 弗雷泽岛（世界第一大沙岛）[註 3]
10. 利富島（世界面积最大的珊瑚岛）[註 4]